# Friedrich Rebhan
Friedrich Rebhan (* 31. Mai 1882 in Garmisch-Partenkirchen; † 1946 in Bamberg) war ein deutscher Verwaltungsjurist und Landrat.

## Leben
Friedrich Rebhan begann nach dem Abitur am Gymnasium Bamberg mit philosophischen Studien am Lyzeum Bamberg und leistete Militärdienst als Einjährig-Freiwilliger. In den Jahren von 1902 bis 1905 absolvierte er ein Studium der Rechtswissenschaften an der Julius-Maximilians-Universität Würzburg, wo er Mitglied des Corps Franconia Würzburg war. Nach der ersten juristischen Staatsprüfung folgte der dreijährige Vorbereitungsdienst (Referendariat) und anschließendem Großen juristischen Staatsexamen. Bevor er Kriegsdienst leisten musste, war er als Rechtspraktikant bei der Regierung von Oberfranken beschäftigt. Zum 1. März 1916 wurde er Assessor beim Bezirksamt Waldmünchen. 1928 wurden ihm Titel und Rang eines Regierungsrats verliehen. Zum 1. Oktober 1932 erhielt er die Ernennung zum Bezirksamtsvorstand (ab 1939 Landrat) des Bezirksamtes Roding (ab 1939 Landkreis Roding). In diesem Amt blieb er bis zum 31. Mai 1940, als er aus gesundheitlichen Gründen vorzeitig in den Ruhestand versetzt wurde. Rebhan war zum 1. Mai 1933 in die NSDAP (Mitgliedsnummer 3.469.032) eingetreten.